# Hodaka Yoshida
Hodaka Yoshida (吉田 穂高, Yoshida Hodaka, Tóquio, 3 de setembro de 1926 – 2 de novembro de 1995) foi um artista modernista japonês, Ele se iniciou trabalhando com pintura em óleo, e, depois de 1950, xilogravura. Desde o início de sua carreira ele ampliou a gama de estilos e técnicas utilizadas pelos artistas de sua família.

## Vida familiar
Seu pai e sua mãe, Hiroshi Yoshida e Fujio Yoshida, foram dois célebres e prolíficos artistas do estilo "ocidental" em Tóquio, trabalhando com aquarelas, pintura a óleo e, depois de 1925, xilogravuras do estilo shin hanga. O irmão mais velho de Hodaka, Tōshi Yoshida, tornou-se herdeiro do estúdio deixado por seus pais,trabalhando tanto com óleo quanto com xilogravura. Hodaka estudava para se tornar um cientista, mas à medida que a Segunda Guerra Mundial chegava ao fim, ele desafiou os planos de seu pai e se tornou não somente um artista, mas um artista focado na abstração, estilo que seu pai não aprovava. 
A esposa de Hodaka, Chizuko Yoshida (née Inoue, 1924), e sua filha Ayomi Yoshida (1958) são artistas, e seu filho Takasuke (1959) é um joalheiro.

## Obra
Em vez de transicionar suavemente entre estilos, seu trabalho se movimentava em mudanças abruptas. Em 1955, Hodaka viajou ao México e se fascinou pela arquitetura e artefatos pré-colombianos, fato que reorientou radicalmente sua produção artística. Uma análise de sua obra completa - por volta de 600 imagens produzidas ao longo de 45 anos - mostra períodos distintos, cada um com assuntos, vocabulário, estilo e paleta de cores diferentes. Suas inspirações vinham do expressionismo, pop-art, fotorrealismo e do abstracionismo color field. De um modo geral, suas gravuras são categorizadas como sōsaku-hanga.
As técnicas de impressão que Hodaka utilizava não estavam limitadas à xilogravura, mas incluíam a gravura em metal, água-forte, serigrafia, litografia, e, também, técnicas de revelação fotográfica. Nesse sentido, ele foi um pioneiro das técnicas gravurísticas do Japão entre os anos 1960 e 1970. Os assuntos retratados em sua obra eram derivados de objetos de culturas espalhadas por todo o mundo; assim, cada um dos períodos artísticos de Hodaka são experiências variadas que seguem em um mesmo sentido, as expressões modernas dos sentimentos primevos humanos.

## Prêmios
Hodaka Yoshida expôs em diversas grandes bienais internacionais de arte, como a de São Paulo (1969) e a de Tóquio (1970). Ele também recebeu prêmios concedidos pelo governo japonês, como a "Decoração do Laço Roxo" (紫綬褒章の受章者一覧, Shijuhōshō jushō), outorgada pelo Imperador em 1990, e a Ordem do Sol Nascente, quarta classe, concedida pelo Imperador postumamente, em 1995. 